# Herbert Powell
Herbert "Herb" Powell és un personatge de la sèrie animada Els Simpson. És doblat en la versió original per Danny DeVito i a Espanya per Carlos Revilla. Conegut també a Hispanoamèrica com Herberto.
Herb és producte d'una aventura amorosa entre el pare de Homer, Abraham Simpson i una noia que va conèixer en un circ ambulant abans de casar-se. Herb va ser donat en adopció en néixer, de manera que Homer mai es va assabentar de la seva existència. Després de sortir de l'orfenat va entrar a la Universitat Harvard gràcies a la seva capacitat de rentar plats i fregar vàters. Va ser el fundador i propietari de l'empresa de cotxes Powell Motors, situada a la ciutat de Detroit. Només els seus milions alleujaven els seus records de pobresa i desarrelament. Quan Homer s'assabenta de l'existència d'un germà el busca, i Herb es mostra ansiós per conèixer-lo a ell ia la seva família. Herb ofereix a Homer que dissenyi un automòbil. Ell accepta i crea un cotxe horrible anomenat The Homer, bastant estrambòtic. Herb perd tots els diners i es veu forçat a vendre la seva signatura a la companyia Kumatsu Motors. Herb passa el següent any a la pobresa.
Reapareix en l'episodi Brother, Can You Spare Two Dimes? de la tercera temporada, i s'integra en la família Simpson. Els demana diners per desenvolupar un aparell que converteix els balbuceigs dels bebès en paraules comprensibles, cosa que va aconseguir analitzant el comportament de Maggie.
Herb produeix en massa l'aparell i es torna milionari novament, cridant als quatre vents "USA, USA!" (U Essa A) en al·lusió al dit que els EUA és el país de les oportunitats.
S'acomiada de la llar dels Simpson retornant el préstec i comprant-los regals a cada un dels membres de la família.
Encara no ha fet una tercera aparició però a The Heartbroke Kid, de la temporada 16, Homer l'esmenta i es mostra un marc amb la seva foto.
També va ser esmentat en el curt # 14The Funeral al Tracey Ullman show. En ell, Homer senti a Bart i Lisa i els esmenta que el seu oncle "Hubert" és mort, pel que sembla aquest Hubertés un spin-off (quan està fora de la sèrie).